# Vegetação da Dinamarca

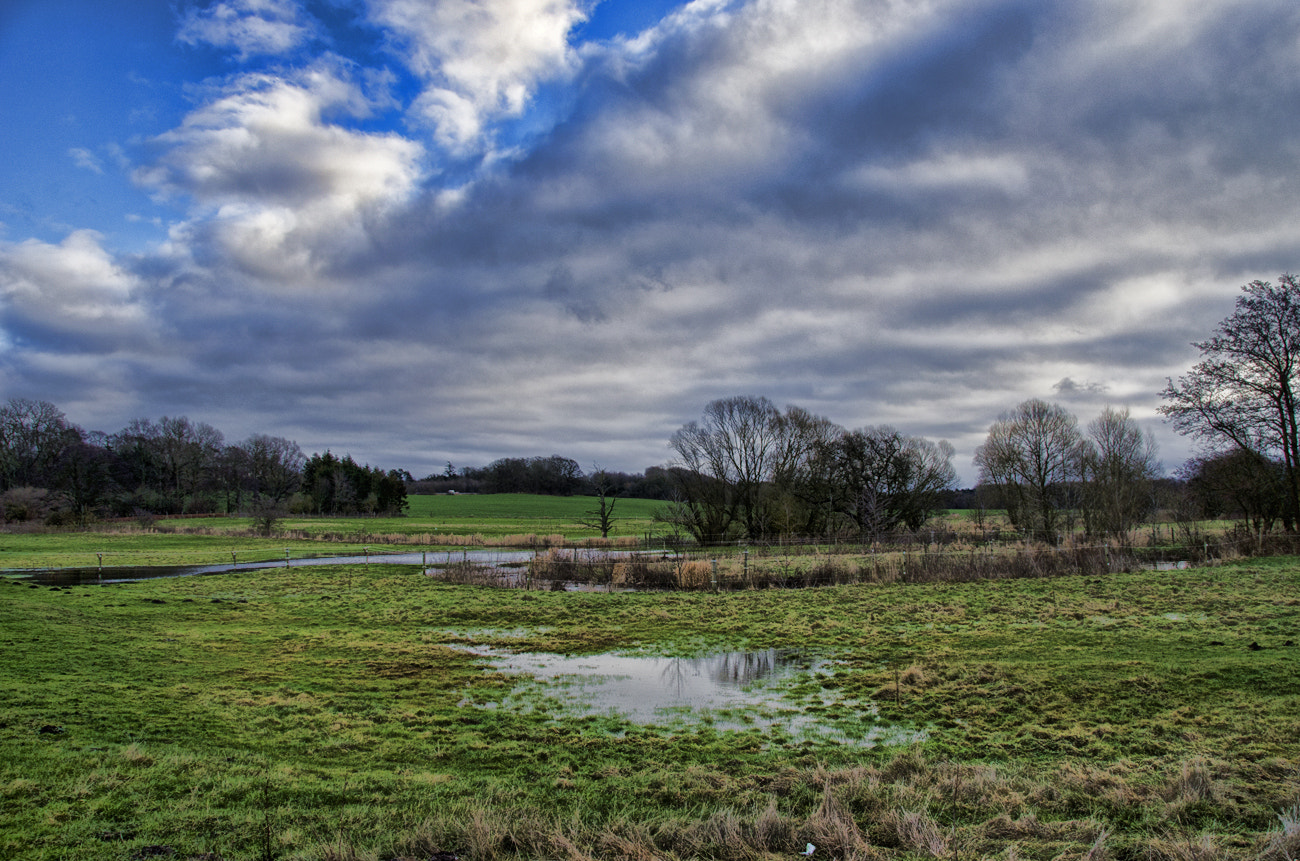
Vegetação na Dinamarca.

A Vegetação da Dinamarca é variada e influenciada por fatores como clima, solo e topografia. Como um país escandinavo situado no norte da Europa, a Dinamarca possui uma mistura de habitats naturais, desde florestas exuberantes até áreas de vegetação rasteira e prados abertos. Em resumo, a vegetação da Dinamarca é diversificada e abrange uma ampla gama de habitats naturais e paisagens agrícolas. Essa variedade de ecossistemas desempenha um papel crucial na manutenção da biodiversidade e na beleza natural deste país escandinavo.

## Florestas
As florestas ocupam uma parte significativa do território dinamarquês, especialmente nas regiões mais ao norte e oeste do país. As principais espécies de árvores encontradas incluem carvalhos, faia, bétula e pinheiro. No entanto, devido à intensa atividade humana e à agricultura extensiva, muitas das florestas originais foram substituídas por áreas agrícolas e pastagens ao longo dos séculos. Apesar disso, esforços de conservação têm sido feitos para proteger e restaurar áreas florestais, especialmente em parques nacionais e reservas naturais.

## Vegetação Rasteira

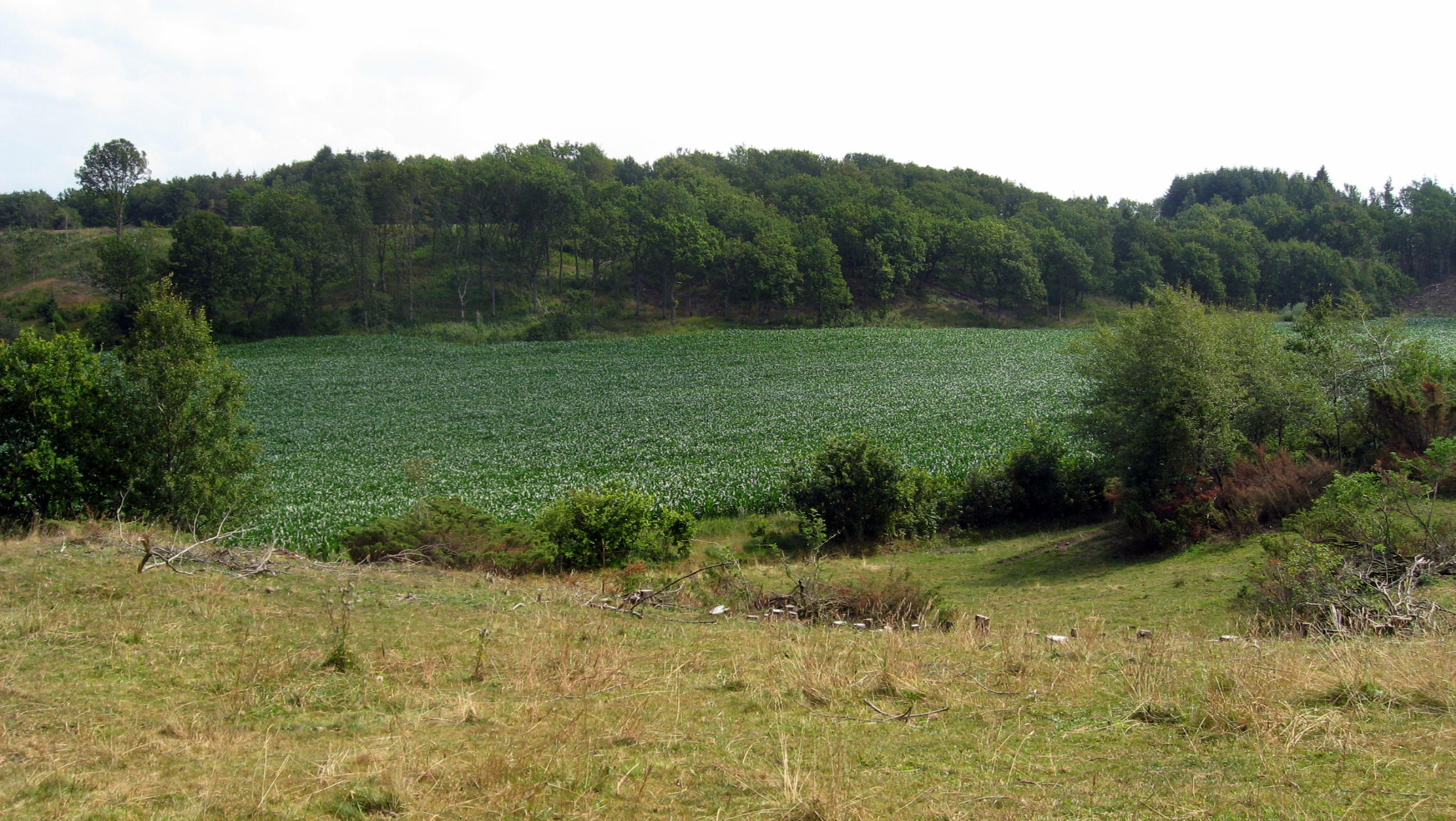
Vegetação da Dinamarca.

Nas regiões costeiras e em algumas ilhas, é comum encontrar vegetação rasteira, incluindo gramíneas, samambaias e plantas herbáceas. Essas áreas frequentemente se desenvolvem em dunas costeiras e pântanos, proporcionando habitats importantes para uma variedade de espécies de aves, insetos e pequenos mamíferos. Além disso, as áreas de vegetação rasteira desempenham um papel crucial na proteção contra a erosão costeira e na manutenção da biodiversidade local.

## Prados e Campos Agrícolas
A agricultura é uma parte importante da paisagem dinamarquesa, e vastas extensões de terras são dedicadas a cultivos de grãos, vegetais, frutas e criação de gado. Os prados e campos agrícolas são comuns em todo o país, especialmente nas regiões mais planas e férteis. Aqui, é possível encontrar uma variedade de culturas, incluindo trigo, cevada, batata, repolho e muito mais. Essas paisagens agrícolas não só fornecem alimentos para a população, mas também contribuem para a beleza cênica da Dinamarca.

## Áreas Úmidas e Pântanos

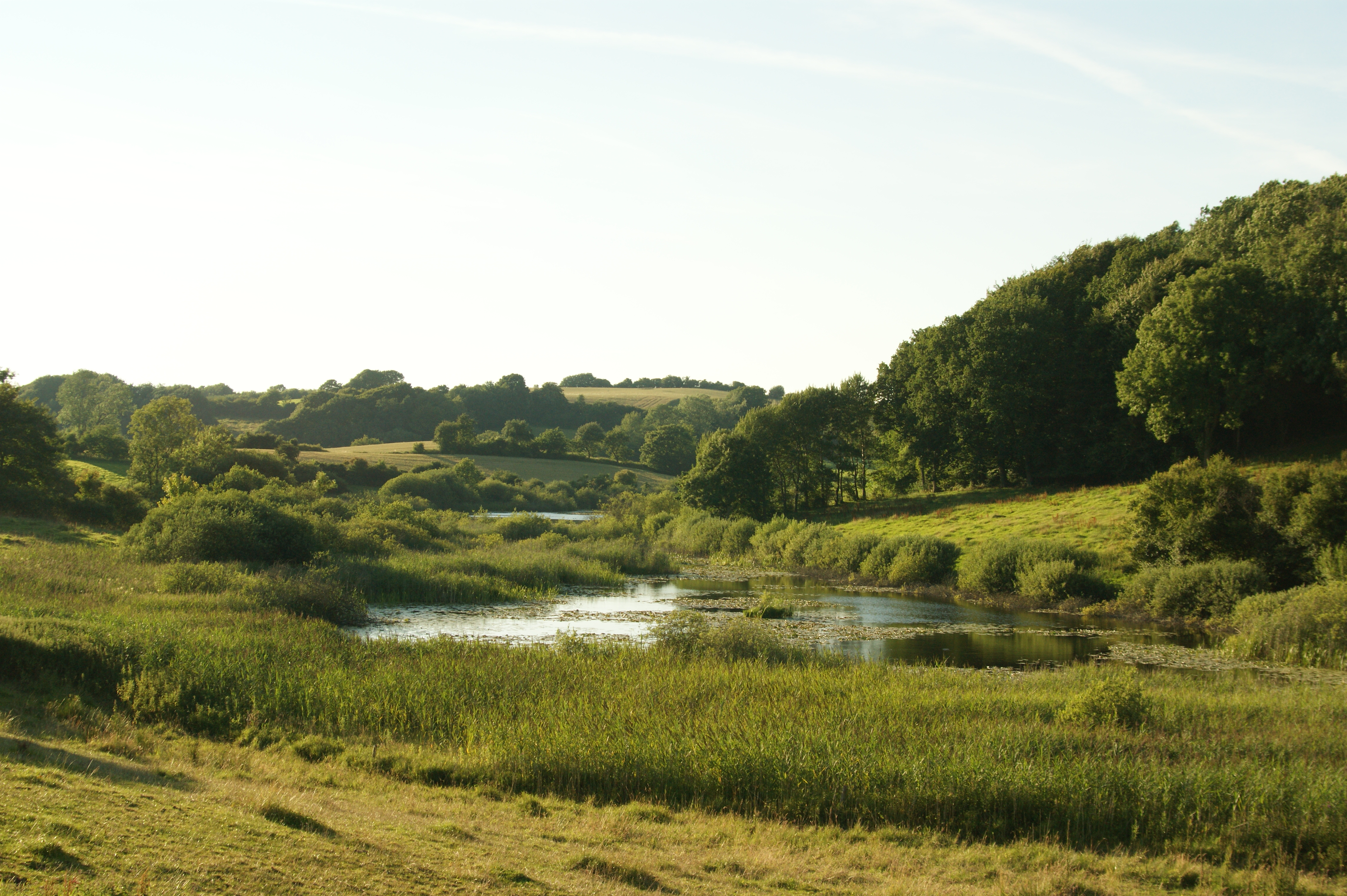
Vegetação da Dinamarca.

As áreas úmidas e os pântanos são características proeminentes da paisagem dinamarquesa, proporcionando habitats vitais para uma variedade de vida selvagem, incluindo aves aquáticas, anfíbios e plantas aquáticas. Estes ecossistemas únicos desempenham um papel importante na regulação do ciclo da água, na filtragem de poluentes e no armazenamento de carbono. Muitas áreas úmidas e pântanos foram protegidos como reservas naturais para garantir sua preservação a longo prazo.

## Parques Nacionais e Reservas Naturais
A Dinamarca abriga vários parques nacionais e reservas naturais que visam proteger e conservar a paisagem natural do país. Estes incluem o Parque Nacional Wadden Sea, um Patrimônio Mundial da UNESCO conhecido por sua biodiversidade única e ecossistemas costeiros dinâmicos, e o Parque Nacional Thy, que abriga uma grande diversidade de flora e fauna em suas vastas áreas de dunas, florestas e pântanos.